# Lopușna, Peremîșleanî
Lopușna (în ucraineană Лопушна) este un sat în comuna Suhodil din raionul Peremîșleanî, regiunea Liov, Ucraina.

## Demografie
Componența lingvistică a localității Lopușna
     Ucraineană (100%)
Conform recensământului din 2001, toată populația localității Lopușna era vorbitoare de ucraineană (100%).